# Fire HD
Fire HD, còn được gọi là Kindle Fire HD, là một trong những máy tính bảng của Amazon thuộc dòng Kindle Fire. Năm thế hệ của máy tính bao gồm: 7", 8,9" (kiểu dáng 2012), 7"(kiểu dáng 2013), 6", 7"(kiểu dáng 2014), 8", 10.1"(kiểu dáng 2015) và 8", 10.1"(kiểu dáng 2017)

## Lịch sử
Kiểu mẫu đầu tiên được ra mắt vào ngày 6 tháng 9 năm 2012 và khả dụng ở hai kiểu dáng: 7" và 8.9". Kiểu 7" ra mắt tại Mỹ vào ngày 14 tháng 9, sau đó ra mắt đồng loạt tại Pháp, Đức, Italy, Tây Ban Nha, Vương quốc Anh ngày 25 tháng 10 và cuối cùng ra mắt tại Nhật Bản vào ngày 18 tháng 12. Kiểu 8.9" ra mắt ngày 20 tháng 11 tại Mỹ, tại Nhật Bản vào ngày 12 tháng 3 năm 2013, đến Đức vào ngày 13 tháng 3, và ở Ấn Độ ngày 27 tháng 6.
Ngày 25 tháng 9 năm 2013, thế hệ thứ hai của Fire HD được phát hành. Giá của Fire HD 7" giảm xuống còn 139 đô la, bộ vi xử lí tốc độ đã được nâng cấp lên 1.5 GHz, nâng cấp từ OS "dựa trên Android" trở thành một nhánh độc quyền của hệ điều hành Android mang tên Fire OS 3, đồng thời bỏ đi camera trước, sử dụng một hệ số dạng mới và giảm các tùy chọn bộ nhớ khả dụng. Thêm vào đó, phiên bản đời sau của Fire HD, Kindle Fire HDX cũng đã được giới thiệu.
Ngày 2 tháng 10 năm 2014, thế hệ thứ ba của Fire HD được phát hành, là một trong các thiết bị nằm trong thế hệ thứ tư của Fire Tablet, với kích thước màn hình cảm ứng 6 inch và 7 inch. Ngoài ra, Fire HD Kids Edition cũng đồng thời được phát hành, là thiết bị khá giống với Fire HD 6 ngoại trừ việc nó có thêm một cái vỏ bao bên ngoài và một năm đăng kí cho các ứng dụng Kindle Freetime. Bên cạnh đó, cái tên "Kindle" cũng chính thức được loại bỏ khỏi tên của các máy tính bản.
Tháng 9 năm 2015, Amazon phát hành một loạt các máy tính bảng Fire mới với kích thước 7,8 và 10.1 inch. Máy 7 inch được gọi đơn giản là Fire 7, trong khi 8" và 10.1" lần lượt được gọi là Fire HD 8 và Fire HD 10. Fire 7 là máy tính bản độc nhất, cho đến nay, vì nó là máy tính bảng Fire có giá thấp nhất với chỉ 50 đô la. Tháng 9 năm 2016, Amazon thông báo về phiên bản mới của Fire HD 8 với Alexa với giá khởi điểm là 90 đô la.
Năm 2017, thế hệ thứ bảy của Fire 7, Fire HD 8 được phát hành. Điểm khác biệt nổi bật giữa thế hệ thứ sáu và thứ bảy của mẫu HD 8 là giá cả, bỏ đi con quay hồi chuyển, tăng độ mở rộng của thẻ SD đến tối đa và có chip đồ họa tốt hơn. Tuy nhiên, thế hệ thứ 7 không có con quay hồi chuyển, và giới hạn thẻ Micro SD được mở rộng lên 256GB. Chip đồ họa trong các máy tính Fire 2017 tốt hơn hẳn nếu đem so với các mẫu 2015.

## Thiết kế

### Phần cứng
Máy tính bảng Fire đặc trưng với các màn hình cảm ứng đa điểm LCD. Kiểu dáng thế hệ đầu của 7" gồm một bộ vi xử lý 4460 OMAP của Texas Instruments, trong khi kiểu dáng 8.9" sử dụng bộ vi xử lí 4470 OMAP. cả ba kiểu đều có bộ âm thanh Dolby và các loa âm thanh nổi. Loa của 7" là trình điều khiển kép, trong khi của 8.9" là một trình điều khiển đơn Thiết bị có hai ăng-ten Wi-Fi trên băng tần 2.4 GHz and 5 GHz bands sử dụng MIMO để cải thiện việc tiếp nhận tín hiệu. Fire HD cũng đã thêm vào kết nối Bluetooth cho phép người dùng kết nối một loạt phụ kiện không dây bao gồm cả bàn phím. Các kiểu mẫu thế hệ đầu đều có một cổng HDMI, nhưng điều này biến mất từ các thế hệ sau.
Tháng 6 năm 2016, Amazon tung ra một phiên bản mới của Fire HD 10 có vỏ ngoài bằng nhôm thay vì bằng nhựa như các máy tính bảng Fire khác, nhưng có giá bằng với giá của phiên bản có vỏ bằng nhựa.

### Phần mềm
Kiểu mẫu 2012 sử dụng phần mềm giới thiệu hồ sơ người dùng để tạo mối quan hệ chia sẻ giữa các thành viên trong gia đình cùng khả năng đặt giới hạn tuyệt đối về tổng mức sử dụng hoặc mức sử dụng các tính năng riêng lẻ, được gọi là FreeTime, và theo dõi tốc độ đọc của người dùng để dự đoán khi nào người dùng sẽ đọc hết được một chương hoặc một quyển sách. Hệ điều hành OS dựa trên phiên bản Android 4.0.3 (Ice Cream Sandwich). Điều này ngăn chặn thiết bị sử dụng dịch vụ Google Play, giới hạn số lượng ứng dụng có thể truy cập được với Fire HD. Bản cập nhật phần mềm Fire HD có thể nhận được từ OTA hoặc từ các trang web hỗ trợ.
Thế hệ thứ hai của Fire HD 7" sử dụng hệ điều hành Fire OS 3. Lưu ý rằng mặc dù phiên bản này được gọi là Fire HD 7", nhưng nó không phải là đời sau của phiên bản Fire HD. Mẫu máy tính bảng này là đời sau của Fire thế hệ thứ hai. Kiểu mẫu Fire HD thế hệ thứ hai được nâng cấp lên FireOS 4.1.1, dựa trên Android 4.4.4, trong Q3 2014.
Thế hệ thứ ba của Fire HD 6" và 7" sử dụng Fire OS 4 "Sangria", có các cấu hình để mỗi người dùng trên máy tính bảng có thể có các cài đặt và ứng dụng riêng cho họ.
Thế hệ thứ năm của Fire HD 8 và 10 dùng hệ điều hành Fire OS 5 "Bellini" được ra mắt vào cuối năm 2015. Tháng 9 năm 2016, Amazon cho ra mắt trợ lí ảo Alexa phục vụ cho các máy tính bảng Fire thế hệ thứ sáu.

## Kiểu mẫu
| Thế hệ (trong máy tính bảng Fire) | Thế hệ (trong máy tính bảng Fire) | Thế hệ (trong máy tính bảng Fire) | Thế hệ thứ 2 (2012)                                     | Thế hệ thứ 2.5 (2012)                                  | Thế hệ thứ 3 (2013)                                     | Thế hệ thứ 4 (2014) | Thế hệ thứ 5 (2015) | Thế hệ thứ 6 (2016)                                    | Thế hệ thứ 7 (2017)                                    | Thế hệ thứ 7 (2017)                                     |
| Kiểu                              | Kiểu                              | Kiểu                              | Kindle Fire HD 7"                                       | Kindle Fire HD 8.9"                                    | Kindle Fire HD                                          | Fire HD 6 và 7 | Fire HD 8 và 10 | Fire HD 8                                              | Fire HD 8                                              | Fire HD 10                                              |
| --------------------------------- | --------------------------------- | --------------------------------- | ------------------------------------------------------- | ------------------------------------------------------ | ------------------------------------------------------- | --- | --- | ------------------------------------------------------ | ------------------------------------------------------ | ------------------------------------------------------- |
| Ngày ra mắt                       | Ngày ra mắt                       | Ngày ra mắt                       | 14/09/2012                                              | 20/11/2012                                             | 2/10/2013                                               | 2/10/2014 | 30/092015 | 21/09/2016                                             | 07/07/2017                                             | 11/10/2017                                              |
| Tình trạng                        | Tình trạng                        | Tình trạng                        | Đình trệ                                                | Đình trệ                                               | Đình trệ                                                | 6" Khả dụng 7" Đình trệ | 8" Đình trệ 10.1" Khả dụng                                                                                                  | Khả dụng                                               | Gần đây                                                | Gần đây                                                 |
| OS                                | OS                                | OS                                | Dựa trên Android 4.0.3                                  | Dựa trên Android 4.0.3                                 | Fire OS 4                                               | Fire OS 5 | Fire OS 5 | Fire OS 5                                              | Fire OS 5                                              | Fire OS 5                                               |
| Phiên bản hệ thống                | Phiên bản hệ thống                | Phiên bản hệ thống                | 7.5.1                                                   | 8.5.1                                                  | 4.5.5.3                                                 | 5.6.0.0 | 5.6.0.0 | 5.6.0.0                                                | 5.6.0.0                                                | 5.6.0.0 (Với Hands-Free Alexa)                          |
| Màn hình                          | Kích thước (đường chéo)           | Kích thước (đường chéo)           | 7 in (18 cm)                                            | 8,9 in (23 cm)                                         | 7 in (18 cm)                                            | HD 6: 6 in (15 cm) HD 7: 7 in (18 cm)                                                                                       | HD 8: 8 in (20 cm) HD 10: 10 in (25 cm)                                                                                     | 8 in (20 cm)                                           | 8 in (20 cm)                                           | 10,1 in (26 cm)                                         |
| Màn hình                          | Độ phân giải                      | Độ phân giải                      | 1280 × 800                                              | 1920 × 1200                                            | 1280 × 800                                              | 1280 × 800 | 1280 × 800 | 1280 × 800                                             | 1280 × 800                                             | 1920 x 1200                                             |
| Màn hình                          | Mật độ phân giải                  | Mật độ phân giải                  | 216 ppi                                                 | 254 ppi                                                | 216 ppi                                                 | HD 6: 252 ppi HD 7: 216 ppi                                                                                                 | HD 8: 189 ppi HD 10: 149 ppi                                                                                                | 189 ppi                                                | 189 ppi                                                | 224 ppi                                                 |
| CPU                               | Nhà sản xuất                      | Nhà sản xuất                      | Texas Instruments                                       | Texas Instruments                                      | Texas Instruments                                       | MediaTek | MediaTek | MediaTek                                               | MediaTek                                               | MediaTek                                                |
| CPU                               | Loại                              | Loại                              | Lõi kép OMAP4                                           | Lõi kép OMAP4                                          | Lõi kép OMAP4                                           | Lõi kép ARM big.LITTLE | Lõi kép ARM big.LITTLE | Lõi kép                                                | Lõi kép                                                | Lõi kép                                                 |
| CPU                               | Kiểu mẫu                          | Kiểu mẫu                          | 4460 HS                                                 | 4470 HS                                                | 4470 HS                                                 | MT8135V | MT8135V | MT8163V/B                                              | MT8163V/B                                              | MT8173                                                  |
| CPU                               | Lõi                               | Lõi                               | 2x ARM Cortex-A9 @ 1.2 GHz                              | 2x ARM Cortex-A9 @ 1.5 GHz                             | 2x ARM Cortex-A9 @ 1.5 GHz                              | 2x ARM Cortex-A15 @ 1.5 GHz 2x ARM Cortex-A7 @ 1.2 GHz                                                                      | 2x ARM Cortex-A15 @ 1.5 GHz 2x ARM Cortex-A7 @ 1.2 GHz                                                                      | 4x ARM Cortex-A53 @ 1.3 GHz                            | 4x ARM Cortex-A53 @ 1.3 GHz                            | 2x ARM Cortex-A72 @ 1.8 GHz 2x ARM Cortex-A53 @ 1.4 GHz |
| CPU                               | Bus bộ nhớ                        | Bus bộ nhớ                        | 32-bit                                                  | 32-bit                                                 | 32-bit                                                  | 32-bit | 32-bit | 64-bit                                                 | 64-bit                                                 | 64-bit                                                  |
| GPU                               | Nhà thiết kế                      | Nhà thiết kế                      | Imagination Technologies                                | Imagination Technologies                               | Imagination Technologies                                | Imagination Technologies | Imagination Technologies | ARM Holdings                                           | ARM Holdings                                           | Imagination Technologies                                |
| GPU                               | Loại                              | Loại                              | PowerVR                                                 | PowerVR                                                | PowerVR                                                 | PowerVR | PowerVR | Mali                                                   | Mali                                                   | PowerVR                                                 |
| GPU                               | Kiểu                              | Kiểu                              | SGX540                                                  | SGX544                                                 | SGX544                                                  | G6200 | G6200 | T720 MP2                                               | T720 MP2                                               | GX6250                                                  |
| GPU                               | Tốc độ vi xử lí                   | Tốc độ vi xử lí                   | 384 MHz                                                 | 384 MHz                                                | 384 MHz                                                 | 450 MHz | 450 MHz | 650 MHz                                                | ?                                                      |                                                         |
| RAM                               | RAM                               | RAM                               | 1 GiB                                                   | 1 GiB                                                  | 1 GiB                                                   | 1 GiB | 1 GiB | 1.5 GiB                                                | 1.5 GiB                                                | 2 GiB                                                   |
| Lưu trữ                           | Nội bộ                            | Wi-Fi                             | 16 GB hoặc 32 GB                                        | 16 GB hoặc 32 GB                                       | 8 GB hoặc 16 GB                                         | 8 GB hoặc 16 GB | HD 8: 8–16 GB HD 10: 16–64 GB                                                                                               | 16 GB hoặc 32 GB                                       | 16 GB hoặc 32 GB                                       | 32 GB hoặc 64 GB                                        |
| Lưu trữ                           | Nội bộ                            | +Cellular                         | —                                                       | 32 GB hoặc 64 GB                                       | —                                                       | — | — | —                                                      | —                                                      | —                                                       |
| Lưu trữ                           | Bên ngoài                         | Bên ngoài                         | —                                                       | —                                                      | —                                                       | — | ít nhất lên đến 128 GB microSDXC                                                                                            | ít nhất lên đến 200 GB microSDXC                       | ít nhất lên đến 256 GB microSDXC                       | ít nhất lên đến 256 GB microSDXC                        |
| Camera                            | Sau                               | Sau                               | —                                                       | —                                                      | —                                                       | 2 MP | 5 MP | 2MP                                                    | 2MP                                                    | 2MP                                                     |
| Camera                            | Trước                             | Trước                             | 1.3 MP 720p HD                                          | 1.3 MP 720p HD                                         | —                                                       | 0.3 MP | 1.3 MP 720p HD | 0.3 MP                                                 | 0.3 MP                                                 | 0.3 MP                                                  |
| Microphone                        | Microphone                        | Microphone                        | Có                                                      | Có                                                     | —                                                       | Có | Có | Có                                                     | Có                                                     | Có                                                      |
| HDMI                              | HDMI                              | HDMI                              | microHDMI                                               | microHDMI                                              | —                                                       | Amazon HDMI Adapter | — | —                                                      | —                                                      | —                                                       |
| Bluetooth                         | Bluetooth                         | Bluetooth                         | Bluetooth 3.0 + EDR (chỉ trắc diện HID và A2DP)         | Bluetooth 3.0 + EDR (chỉ trắc diện HID và A2DP)        | Bluetooth 4.0 + EDR (chỉ trắc diện HID và A2DP)         | Bluetooth 4.0 LE | Bluetooth 4.0 LE | Bluetooth 4.1 LE                                       | Bluetooth 4.1 LE                                       | Bluetooth 4.1 LE                                        |
| Wireless                          | Wireless                          | Wi-Fi                             | Băng kép 802.11 a/b/g/n                                 | Băng kép 802.11 a/b/g/n                                | Băng kép 802.11 a/b/g/n                                 | Băng đơn 802.11 b/g/n | Băng kép 802.11 a/b/g/n/ac                                                                                                  | Băng kép 802.11 a/b/g/n                                | Băng kép 802.11 a/b/g/n                                | Băng kép a/b/g/n/ac                                     |
| Wireless                          | Wireless                          | +Cellular                         | —                                                       | có thêm 4G LTE                                         | —                                                       | — | — | —                                                      | —                                                      | —                                                       |
| Định vị                           | Định vị                           | Wi-Fi                             | dựa vào Wi-Fi                                           | dựa vào Wi-Fi                                          | dựa vào Wi-Fi                                           | dựa vào Wi-Fi | dựa vào Wi-Fi | dựa vào Wi-Fi                                          | dựa vào Wi-Fi                                          | dựa vào Wi-Fi                                           |
| Định vị                           | Định vị                           | +Cellular                         | —                                                       | Thêm GPS và aGPS                                       | —                                                       | — | — | —                                                      | —                                                      | —                                                       |
| Tiệm cận                          | Tiệm cận                          | Wi-Fi                             | —                                                       | —                                                      | —                                                       | — | — | —                                                      | —                                                      | —                                                       |
| Tiệm cận                          | Tiệm cận                          | +Cellular                         | —                                                       | Có                                                     | —                                                       | — | — | —                                                      | —                                                      | —                                                       |
| La bàn                            | La bàn                            | Wi-Fi                             | —                                                       | —                                                      | —                                                       | — | — | —                                                      | —                                                      | —                                                       |
| La bàn                            | La bàn                            | +Cellular                         | —                                                       | Có                                                     | —                                                       | — | — | —                                                      | —                                                      | —                                                       |
| Cảm biến ánh sáng                 | Cảm biến ánh sáng                 | Cảm biến ánh sáng                 | Có                                                      | Có                                                     | —                                                       | — | — | Có                                                     | Có                                                     | Có                                                      |
| Gia tốc kế                        | Gia tốc kế                        | Gia tốc kế                        | Có                                                      | Có                                                     | Có                                                      | Có | Có | Có                                                     | Có                                                     | Có                                                      |
| Con quay hồi chuyển               | Con quay hồi chuyển               | Con quay hồi chuyển               | Có                                                      | Có                                                     | Có                                                      | Có | Có | Có                                                     | —                                                      | —                                                       |
| Barometer                         | Barometer                         | Barometer                         | —                                                       | —                                                      | —                                                       | — | — | —                                                      | —                                                      | —                                                       |
| Khối lượng                        | Khối lượng                        | Wi-Fi                             | 395 g (13,9 oz)                                         | 545 g (19,2 oz)                                        | 345 g (12,2 oz)                                         | HD 6: 290 g (10 oz) HD 7: 337 g (11,9 oz)                                                                                   | HD 8: 311 g (11,0 oz) HD 10: 432 g (15,2 oz)                                                                                | 341 g (12,0 oz)                                        | 369 g (13,0 oz)                                        | 500 g (17.7 oz)                                         |
| Khối lượng                        | Khối lượng                        | +Cellular                         | —                                                       | 567 g (20,0 oz)                                        | —                                                       | — | — | —                                                      | —                                                      | —                                                       |
| Thứ nguyên                        | Thứ nguyên                        | Thứ nguyên                        | 193 mm × 137 mm × 10,3 mm (7,60 in × 5,39 in × 0,41 in) | 240 mm × 160 mm × 8,8 mm (9,45 in × 6,30 in × 0,35 in) | 191 mm × 128 mm × 10,6 mm (7,52 in × 5,04 in × 0,42 in) | HD 6: 160 mm × 103 mm × 10,7 mm (6,30 in × 4,06 in × 0,42 in) HD 7: 191 mm × 128 mm × 10,6 mm (7,52 in × 5,04 in × 0,42 in) | HD 8: 214 mm × 128 mm × 7,7 mm (8,43 in × 5,04 in × 0,30 in) HD 10: 262 mm × 159 mm × 7,7 mm (10,31 in × 6,26 in × 0,30 in) | 214 mm × 128 mm × 9,2 mm (8,43 in × 5,04 in × 0,36 in) | 214 mm × 128 mm × 9,7 mm (8,43 in × 5,04 in × 0,38 in) | 262 mm x 159 mm x 9.8 mm (10.3 in x 6.3 in x 0.4 in)    |
| Pin                               | Pin                               | Pin                               | 4400 mAh                                                | 6000 mAh                                               | 4400 mAh                                                | 8.5 hours | 3830mAh / 8 hours | 4750 mAh/ 12 hours                                     | 4750 mAh/ 12 hours                                     | 10 hours                                                |

*table above only includes data on "HD"-branded tablets